# Alberto di Metz
Alberto di Metz, noto anche come Albert of Metz, Alpertus of Metz, Alpertus Mettensis, Alpertus van Metz, Albertus van Metz e Alpert von Metz, (... – 1024), è stato un monaco cristiano e storico tedesco, appartenuto all'ordine dei benedettini.

## Biografia
Vissuto a cavallo del X e XI secolo scrisse De episcopis Mettensibus (978-984) e De diversitate temporum (1022), quest'ultima opera appena due anni prima della sua morte.
Egli è la fonte maggiore della storia dell'Europa occidentale (maggiormente della Francia e dei Paesi Bassi) del suo tempo. Le sue cronache coprono un periodo che va dal 990 al 1021 e furono dedicate a Burchardus da Worms.
Alberto scrisse anche altre opere, compresa una biografia parziale del vescovo Teodorico I di Metz.

## Opere
- De episcopis Mettensibus (978-984)
- De diversitate temporum (1022)